# Baby Love (film 2008)
Baby Love (tytuł oryg. Comme les autres) – francuski film tragikomiczny, wyreżyserowany przez Vincenta Garenq do własnego scenariusza, nakręcony w Paryżu oraz wyprodukowany przez studio Canal+ i CinéCinéma. Światowa premiera filmu miała miejsce podczas Festival du Film de Cabourg we Francji 13 czerwca 2008 roku. Obraz został nagrodzony podczas polskiego festiwalu Wiosna Filmów 2008. Uzyskał laur dla najlepszego filmu zagranicznego oraz wyróżnienie w kategorii najlepszy scenariusz.

## Zarys fabuły
Emmanuel i Philippe są szczęśliwą homoseksualną parą. Jedynym problemem, z którym stale się borykają, jest pragnienie rodzicielstwa, którego doświadcza Emmanuel. Philippe nie pragnie bowiem potomka tak bardzo, jak jego ukochany.